# Дханоркар, Суреш
Суреш Нараян Дханоркар (англ. Suresh Narayan Dhanorkar), также известен как Балубхау Дханоркар (англ. Balubhau Dhanorkar, 4 мая 1975, талук Вани, Махараштра — 30 мая 2023, Дели) — индийский политик, член Лок сабхи от избирательного округа Чандрапур. Он принадлежал к политической партии Индийский национальный конгресс. Он был единственным кандидатом от партии Индийский национальный конгресс, избранным депутатом от Махараштры.
Дханоркар был выдвинут кандидатом в Лок сабху после того как ушёл из партии «Шив сена» и присоединился к партии «Индийский национальный конгресс».

## Политическая карьера
- 2006: глава Шивсены в округе Чандрапур
- 2014: Депутат Законодательного собрания[англ.] от Шивсены, округ Варора-Бхадравати[англ.]
- 2019: Депутат Лок сабхи от избирательного округа Чандрапур.

## Смерть
Скончался 30 мая 2023 года из-за почечнокаменной болезни.